# 伊克明安旗
伊克明安旗（いくみんあん-き）は中華人民共和国黒竜江省にかつて存在した旗。現在のチチハル市富裕県東部に相当する。
清代に設置され、1947年（民国36年）に富裕県に編入され消滅した。